# Дорош Куцкович
Дорош (Дорофій) Куцкович або Куцкевич (*д/н — після 1639) — український політичний та військовий діяч, гетьман війська Запорізького 1633 року.

## Життєпис
Ймовірно походив з дрібної подільської шляхти. Висловлюються припущення щодо родинних зв'язків Дороша з гетьманом Іваном Куцковичем. Вперше згадується як наказний гетьман, призначений Федором Пирським 1625 року. Втім, на цій посаді особливо не відзначився.
У 1632 році разом з Герасимом Козкою, Лаврентієм Пашковським і Федором Пухом був учасником запорізького посольства на конвакційний сейм після смерті короля Сигізмунда III, де козаки домагалися відновлення своїх прав та підтвердження статусу православної церкви. У 1633 році обирається гетьманом козаків у Смоленській війні. Брав участь в облозі Білгорода та Путивля, спрямував війська, що сплюндрували Курщину. Проте невдача під час облоги Путивля зрештою призвела до позбавлення Куцковича гетьманства.
У 1637—1638 роках брав участь у повстаннях козаків на чолі із Павлюком, Остряницею та Гунею. 1638 році стає очільником сотні в Чигиринському полку. Остання згадка відноситься до 1639 року, коли Куцкович брав участь у козацькій раді в Києві. Подальша доля невідома.